# José Vasconcelos
José Vasconcelos (Oaxaca, 1882. február 28. – Mexikóváros, 1959. június 30.) mexikói filozófus, politikus.

## Életrajz
1882-ben született a mexikói Oaxaca városában, európai származású szülőktől. Aktívan részt vett hazája politikai életében, s e tevékenysége miatt száműzetésbe is kényszerült. Később a Nemzeti Egyetem rektora, majd Mexikó Művelődésügyi Minisztere. 1927-ben és 1929-ben kétszer is sikertelenül kandidált az ország elnöki státuszára. 1959-ben halt meg Mexikóvárosban. Leghíresebb műve a La raza cósmica (A kozmikus faj) 1925-ben jelent meg Barcelonában, amely a latin-amerikai filozófia egyik leginkább kommentált szövege.

## Vasconcelos eszméi
Gondolkodását alapvetően a XIX. és XX. századi racionalizmus szabja meg, de egyáltalán nem idegen tőle, hogy ezt az eszmei szigorúságot mágikus, transzcendentális elemekkel egészítse ki. Célja, hogy Aquinói Szent Tamás XIII. századi műveihez hasonlóan felépítse és megalkossa a modern gondolkodás nagy szintézisét. Vasconcelos szembefordul a koráramlatot jelentő pozitivizmussal (különösen a spencerizmussal) és a darwinizmussal. Híres esszéjének 1948-as előszavában a darwinizmust a fehér faj uralmának tudományos mítoszaként leplezi le, amely előkészítette a nácizmus perverzióját. Vasconcelos azonban nem fogadta el az amerikai vagy a szovjet materializmus érvényességét sem. Az élet nem egyszerűen az anyagi felhalmozás vagy a természet fölötti uralom kifejeződése, de a gondolkodás szigorú rendjében sem írható le. Minden életet áthat a küldetés (misión), amely minden élő misztikus (misticismo) mivoltának alapja.

## Vasconcelos és a forradalom
Vasconcelos kezdetben nagy lelkesedéssel üdvözölte az 1910-es Mexikói Forradalmat, de később mindinkább csalódottságának adott hangot, mert szerinte a forradalom célja nem az lett volna, hogy Mexikót egy materialista állammá alakítsa át. A szellem, amiből az új államnak táplálkoznia kellett volna, az Mexikó katolikus és indián spiritualista múltjában rejlik. Mindezen gondolatok mentén felfogása egyre konzervatívabb irányba tolódik el. Élete végén látványosan megtér a katolicizmushoz, amit az erősen baloldali eszmeiségű mexikói értelmiség jelentős része soha nem bocsátott meg neki, s ki is közösítette.

## A kozmikus faj utópiája
Művei közül ez a rövid esszé vált a leghíresebbé, amelyben egy egyetemes, kozmikus emberi faj kialakulását vizionálja, amelyben megszűnnek a faji különbségek, létrehozva egy új, spirituális értékeken nyugvó emberi közösséget. Vasconcelos a fajt nem biológiai, hanem civilzatórikus értelemben fogja föl. Ennek pozitív jeleit ő a mexikói mesztic népben látja meg, és szentül hiszi, hogy az emberiség is egy ehhez hasonló néppé olvad majd össze. Ennek fényében nevét Teilhard de Chardin mellett említik. Mindezzel megteremtette a latin-amerikai faj filozófiáját, küldetését. Octavio Paz írja: Vasconcelos "a pozitivizmus elvét: 'szeretet, rend és haladás', helyettesítette ezzel a büszke kijelentéssel: 'a szellem az én fajtámon keresztül fog megnyilatkozni'."

## Főbb művei
- Teoría dinámica del derecho, México, 1907
- Pitágoras: una teoría del ritmo, Havana, 1916
- La raza cósmica, Barcelona, 1925
- Tratado de metafisica, México, 1929
- Ulises criollo, México, 1935
- Lógica orgánica, México, 1945
- Todología: filosofia de la coordinacion, México, 1952